# Capitania da Baía de Todos os Santos
```
   |-
       |
Erro:
:  
valor não especificado para "
nome_comum
"
```

A Capitania da Baía de Todos os Santos foi uma das subdivisões administrativas do território brasileiro no período colonial da América Portuguesa (1500-1815), criada em 1534 junto com mais treze regiões hereditárias (1534–1548), entregues pelo rei de Portugal, Dom João III, a donatários em regime de hereditariedade.
Pernambuco e São Vicente foram as únicas capitanias que prosperaram no período colonial.

## História

### Antecedentes
A colonização européia na América foi efetivamente iniciada em 1534, quando o rei Dom João III dividiu o território em quatorze capitanias hereditárias (administração do território colonial português) que foram doadas a doze capitães-donatários (vassalos), que podiam explorar os recursos da terra, mas em contra-partida deveriam povoar e proteger as regiões, onde os direitos e deveres dos donatários eram regulamentados pelas Cartas de Foral.
O sistema de capitanias já era empregado pelo Império Português nas ilhas da Madeira e de Cabo Verde desde o século XV. Em carta dirigida a Martim Afonso de Sousa em 1532, Dom João III comunicou a decisão de dividir o território português, assim em 1534 efetivou as primeiras doações.
Existem três possíveis fatores para a adoção do sistema de capitanias no Brasil: uma resposta da monarquia portuguesa ante a ameaça da França ao seu projeto de domínio na América; transferência dos gastos com a colonização que deixavam de ser do Estado e passavam para os donatários, favorecendo a Coroa em um contexto de escassez de recursos; conversão da população nativa ao cristianismo, dando continuidade ao ideal da Cruzadas.

### Origens
A costa do atual estado brasileiro da Bahia foi atingida e reconhecida por navegadores portugueses em 1500.
A baía que lhe dá nome fora identificada pela primeira expedição exploradora, em 1501, no dia 1º de novembro, data dedicada, pelo calendário hagiológico católico, a Todos os Santos.
Com o estabelecimento, pela Coroa Portuguesa, do sistema de Capitanias Hereditárias para a colonização do Brasil (1534), o território do atual estado da Bahia estava distribuído entre vários lotes:
- da foz do rio São Francisco à do rio Jiquiriçá, doado a Francisco Pereira Coutinho (Capitania da Baía de Todos os Santos);
- da foz do rio Jiquiriçá à do rio Coxim, a Jorge de Figueiredo Correia (Capitania de Ilhéus); e
- da foz do rio Coxim à do rio Mucuri, a Pero do Campo Tourinho (Capitania de Porto Seguro).

O lote que constitui a Capitania da Baía foi doado em 5 de março de 1534. Quando o seu donatário chegou, dois anos mais tarde, já existia na baía de Todos os Santos uma pequena comunidade de europeus entre os quais se destacava Diogo Álvares Correia, o Caramuru, com a esposa, Catarina Paraguaçu, e muitos filhos.
Com o auxílio destes, Francisco Pereira Coutinho fundou uma povoação (Vila do Pereira depois Vila Velha, 1536) no alto de Santo Antônio da Barra, onde ergueu uma casa-forte (Castelo do Pereira). A paz reinou durante alguns anos, estabelecendo-se engenhos e espalhando-se as culturas de cana-de-açúcar, algodão e tabaco.
Ao final de quase uma década, o estabelecimento inicial foi arrasado por um maciço ataque dos Tupinambás (1545), que forçou os colonos a se refugiarem na vizinha Capitania de Porto Seguro. Negociada a paz, ao retornarem à Vila do Pereira, o donatário e os colonos naufragaram durante uma tempestade diante da Ilha de Itaparica, tendo os sobreviventes sido capturados e devorados pelos indígenas (1547).
Diante dessa tragédia, as terras de Francisco Coutinho foram adquiridas aos respectivos herdeiros pela Coroa Portuguesa (1548), para nelas ser estabelecido o Governo-geral da colônia, tornando-se, assim, a primeira Capitania Real do Brasil. Os demais estabelecimentos da região, à época (Capitanias de Ilhéus e de Porto Seguro), também foram devastados pelo indígena revoltado.
A partir de então a Capitania Real da Baía tornou-se a sede das colônias portuguesas na América, sendo fundada, para esse fim, a cidade de São Salvador da Bahia, pelo primeiro Governador-geral, Tomé de Sousa.
As ilhas e terras do Recôncavo transformar-se-iam, mais tarde, em "capitanias autônomas":
- Capitania de Itaparica e Tamarandiva – a ilha de Itaparica, doada em sesmaria pelo Governador-geral Tomé de Sousa a D. Violante da Câmara, foi transformada em capitania e depois doada por D. João III, em 1558, a seu vedor da Fazenda, D. Antônio de Ataíde, primeiro conde da Castanheira, que a legou para seu filho homônimo, o segundo conde da Castanheira.
- Capitania do Paraguaçu - a sesmaria do rio Paraguaçu, doada a Álvaro da Costa, filho do Governador-geral Duarte da Costa, foi transformada em capitania em 1566, em recompensa pela contribuição do seu donatário na expulsão dos indígenas do Recôncavo. Por um documento de 1571, sabe-se que essas terras iam “da parte da barra do dito Rio de Peroassu da parte do sul até a barra do Rio de Jaguaripe por costa”.

Às vésperas da Independência do Brasil, a 28 de fevereiro de 1821, a Capitania da Baía tornou-se uma província e assim permaneceu durante todo o período imperial. Com a Proclamação da República Brasileira (1889), a província tornou-se o atual estado da Bahia.